# Epké
El regne d'Epké (Epe o Ape) fou un estat africà d'origen popo (hula) que existia al segle xvii i era vassall del regne d'Allada però protegit per les llacunes mantenia una notable independència i servia per al comerç del regne de Dahomey. Estava situat a l'est de Cotonou. El seu centre ritual era la ciutat de Jeffa.
Després del tractat de 1661 entre Portugal i Holanda, aquesta va concedir l'ús de dos ports a l'est de la Costa d'Or a Portugal, el d'Epké i el port d'Ajuda (Whydah) amb la condició de fer escala prèvia al port d'Elmina on havien de pagar el valor d'una desena part de la càrrega al governador de la Companyia Holandesa de les Índies Orientals. Al segle xviii Epké fou substituït per escales navals a Badagry (1743), Porto Novo (1758) i Olim (Lagos).